# جون هیوک جین
جون هیوک جین (کره‌ای: 전혁진؛ زادهٔ ۱۳ ژوئن ۱۹۹۵) بدمینتون‌باز اهل کره جنوبی است.